# Carlo Borsetti

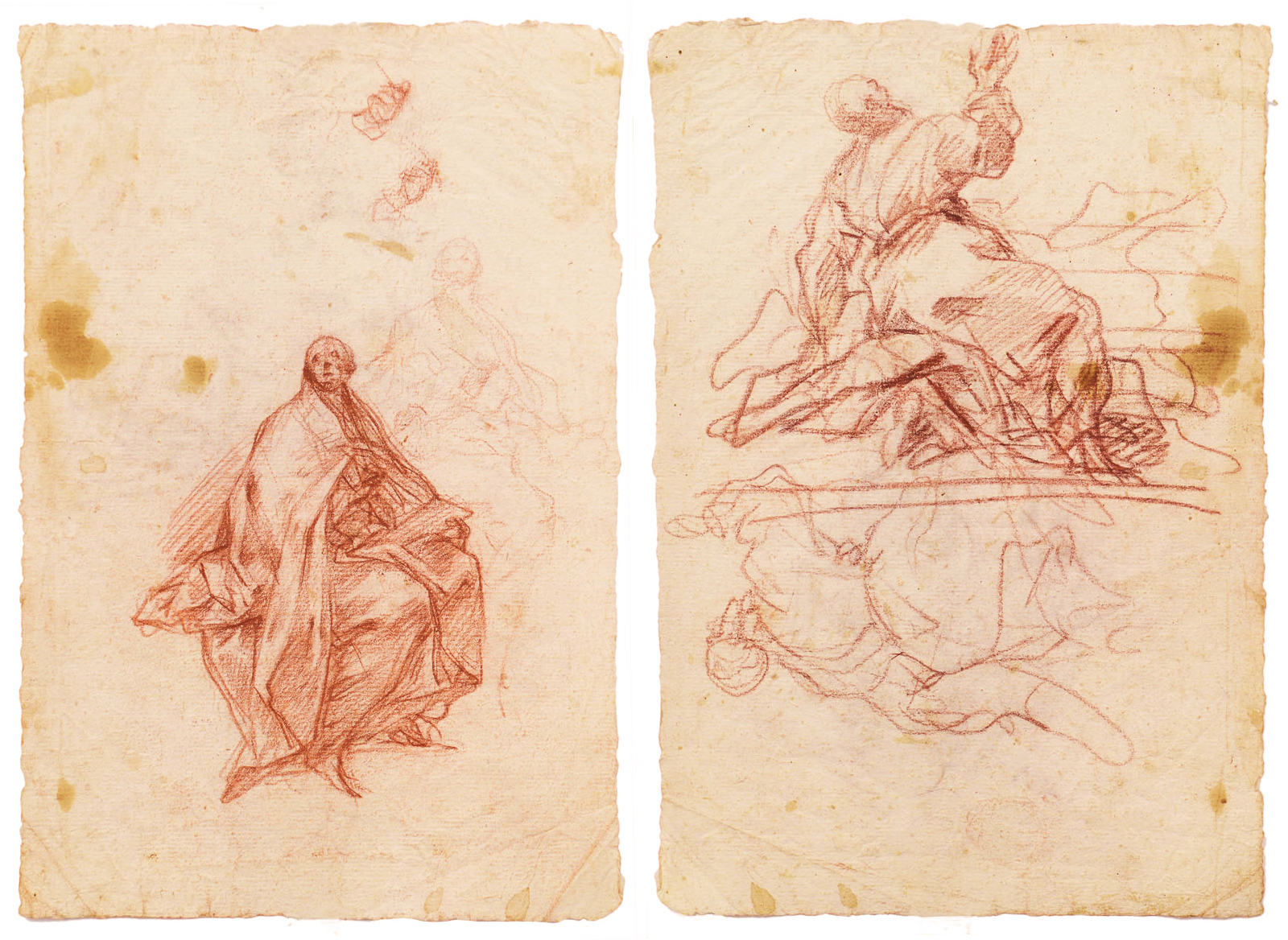
Étude préparatoire de deux figures.

Bartolomeo Carlo Borsetti (Boccioleto, 20 octobre 1698 - 1760), est un peintre italien de la fin de la période Baroque, actif dans le Piémont.

## Biographie
Carlo Borsetti est né à Boccioleto et fut l'élève à Varallo Sesia du peintre Giovanni Antonio de Grott. Il vécut et travailla à Varallo et les environs.

## Œuvres
- Fresque, arc (Porta Aurea) de la 19e chapelle , Mont Sacré de Varallo[3].
- Fresque, plafond dans l'église Santa Maria Assunta, Meina.
- Fresques de Carlo Borsetti Trinité, Ascension et gloire de saint Jules avec Élie, Demetrius, Philibert de Tournus et Audenzio, décoration de la demi-coupole de l'abside et de la nef centrale , Basilique San Giulio, Orta.